# Нечаевское Лесничество
Нечаевское Лесничество — деревня в Заокском районе Тульской области в составе городского поселения рабочий посёлок Заокский.

## География
Деревня находится в северной части Тульской области на расстоянии приблизительно 3 км на запад-юго-запад от посёлка Заокский, административного центра района к юго-западу от садоводческого товарищества «Олимп».

## История
По местным данным населенный пункт был основан в 1937 году.

## Население
Постоянное население деревни не было учтено как в 2002 году, так и в 2010.